# Ricadi
Ricadi is een gemeente in de Italiaanse provincie Vibo Valentia (regio Calabrië) en telt 4562 inwoners (31-12-2004). De oppervlakte bedraagt 22,3 km², de bevolkingsdichtheid is 203 inwoners per km².
De volgende frazioni maken deel uit van de gemeente: Barbalàconi, Brivàdi, Capo Vaticano, Ciaramìti, Grotticelle, Lampazòne, Orsigliàdi, Santa Domenica, Santa Maria, San Nicolò.

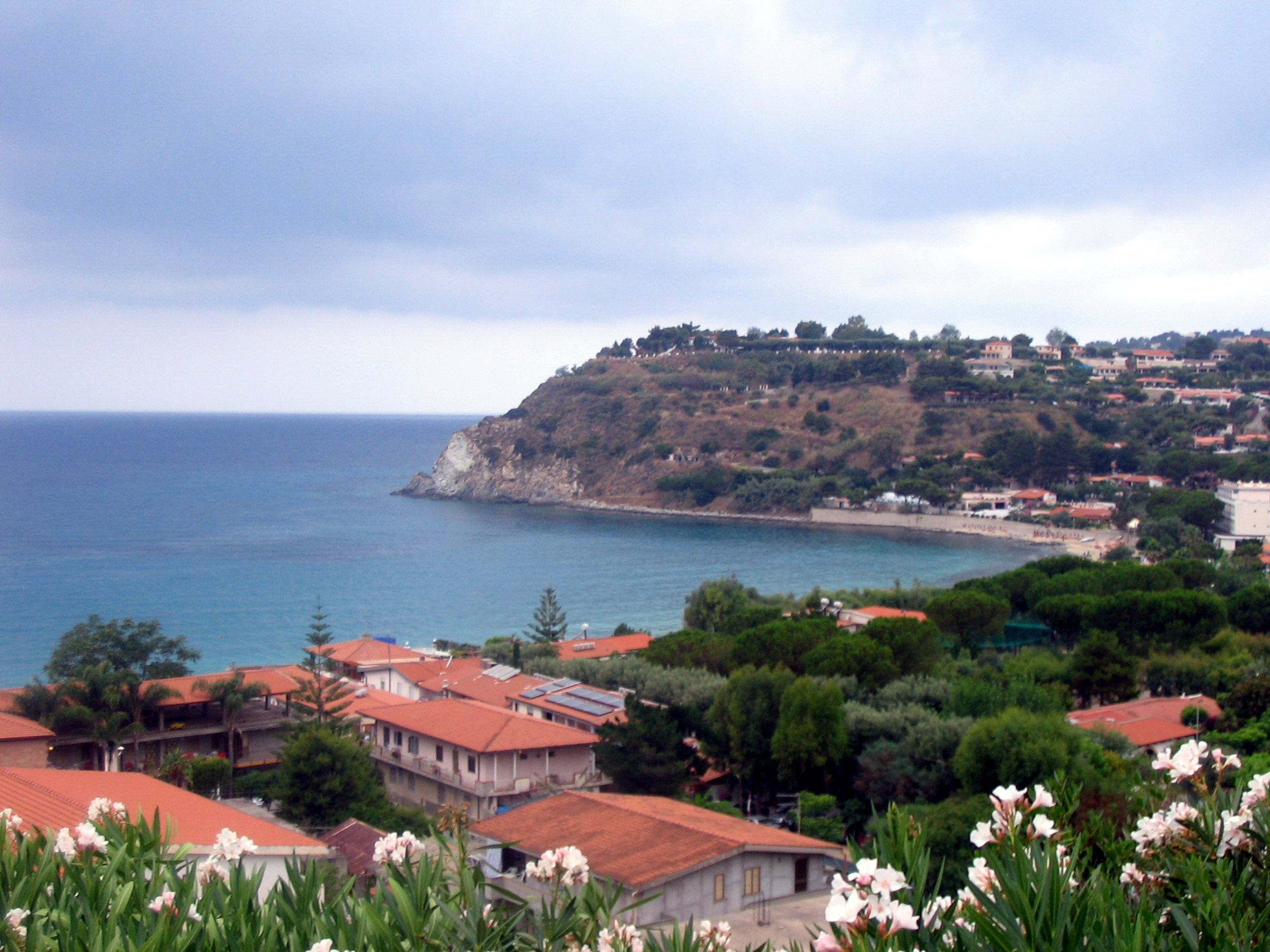
Ricadi
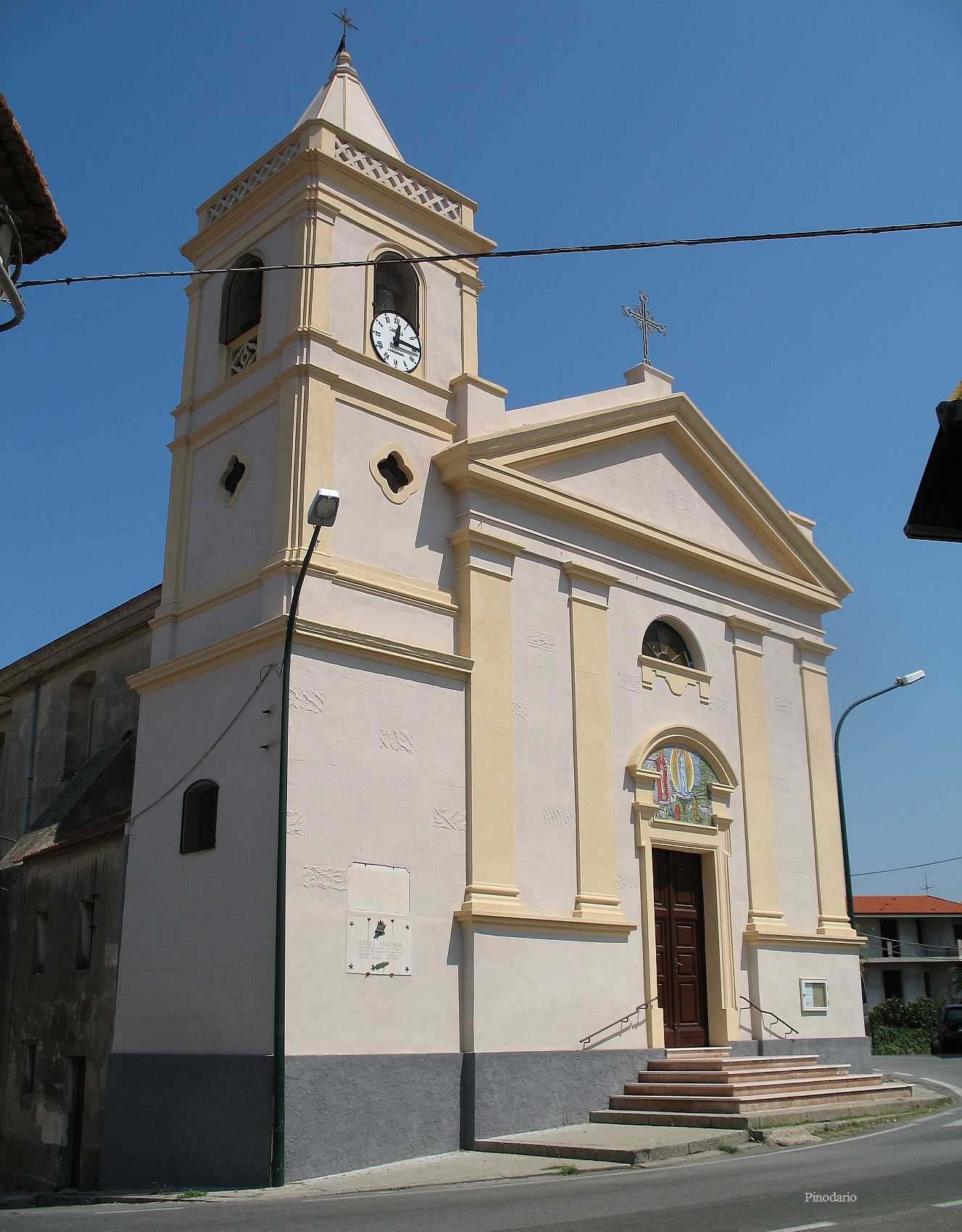
Kerk van San Nicolò in Ricadi
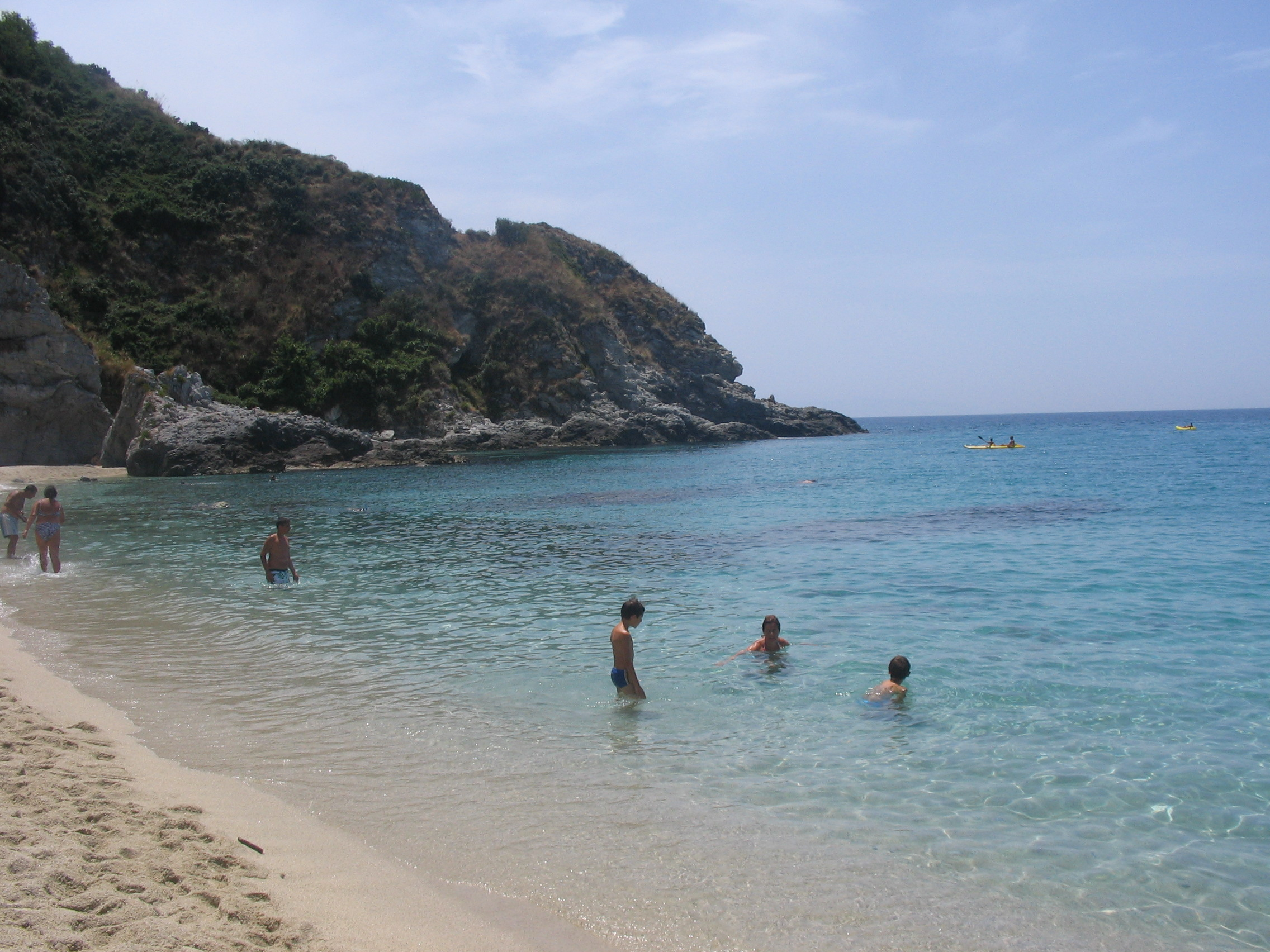
Strand van Ricadi

## Demografie
Ricadi telt ongeveer 1865 huishoudens. Het aantal inwoners steeg in de periode 1991-2001 met 6,2% volgens cijfers uit de tienjaarlijkse volkstellingen van ISTAT.
| Jaar | Inwoneraantal |
| ---- | ------------- |
| 1991 | 4169          |
| 2001 | 4429          |

## Geografie
De gemeente ligt op ongeveer 285 meter boven zeeniveau.
Ricadi grenst aan de volgende gemeenten: Drapia, Joppolo, Spilinga, Tropea.
Acquaro · Arena · Briatico · Brognaturo · Capistrano · Cessaniti · Dasà · Dinami · Drapia · Fabrizia · Filadelfia · Filandari · Filogaso · Francavilla Angitola · Francica · Gerocarne · Jonadi · Joppolo · Limbadi · Maierato · Mileto · Mongiana · Monterosso Calabro · Nardodipace · Nicotera · Parghelia · Pizzo · Pizzoni · Polia · Ricadi · Rombiolo · San Calogero · San Costantino Calabro · San Gregorio d'Ippona · San Nicola da Crissa · Sant'Onofrio · Serra San Bruno · Simbario · Sorianello · Soriano Calabro · Spadola · Spilinga · Stefanaconi · Tropea · Vallelonga · Vazzano · Vibo Valentia · Zaccanopoli · Zambrone · Zungri
1. ↑  https://demo.istat.it/?l=it.